# Mulsans
Mulsans ist eine französische Gemeinde mit 514 Einwohnern (Stand: 1. Januar 2022) im Département Loir-et-Cher in der Region Centre-Val de Loire; sie gehört zum Arrondissement Blois und zum Kanton La Beauce. 

## Geographie
Die Gemeinde Mulsans liegt etwa zwölf Kilometer nordnordöstlich von Blois am Rande der Beauce. Umgeben wird Mulsans von den Nachbargemeinden Maves im Nordwesten und Norden, La Chapelle-Saint-Martin-en-Plaine im Nordosten, Suèvres im Osten, Cour-sur-Loire im Südosten und Süden, Villerbon im Süden und Südwesten sowie Averdon im Westen. Die Autoroute A10 tangiert den Süden der Gemeinde Mulsans.

## Bevölkerungsentwicklung
| Jahr                       | 1962 | 1968 | 1975 | 1982 | 1990 | 1999 | 2006 | 2012 | 2021 |
| -------------------------- | ---- | ---- | ---- | ---- | ---- | ---- | ---- | ---- | ---- |
| Einwohner                  | 287  | 260  | 306  | 367  | 374  | 392  | 424  | 488  | 521  |
| Quellen: Cassini und INSEE |      |      |      |      |      |      |      |      |      |

## Sehenswürdigkeiten
- Kirche Notre-Dame aus dem 11. Jahrhundert mit späteren Umbauten, Monument historique

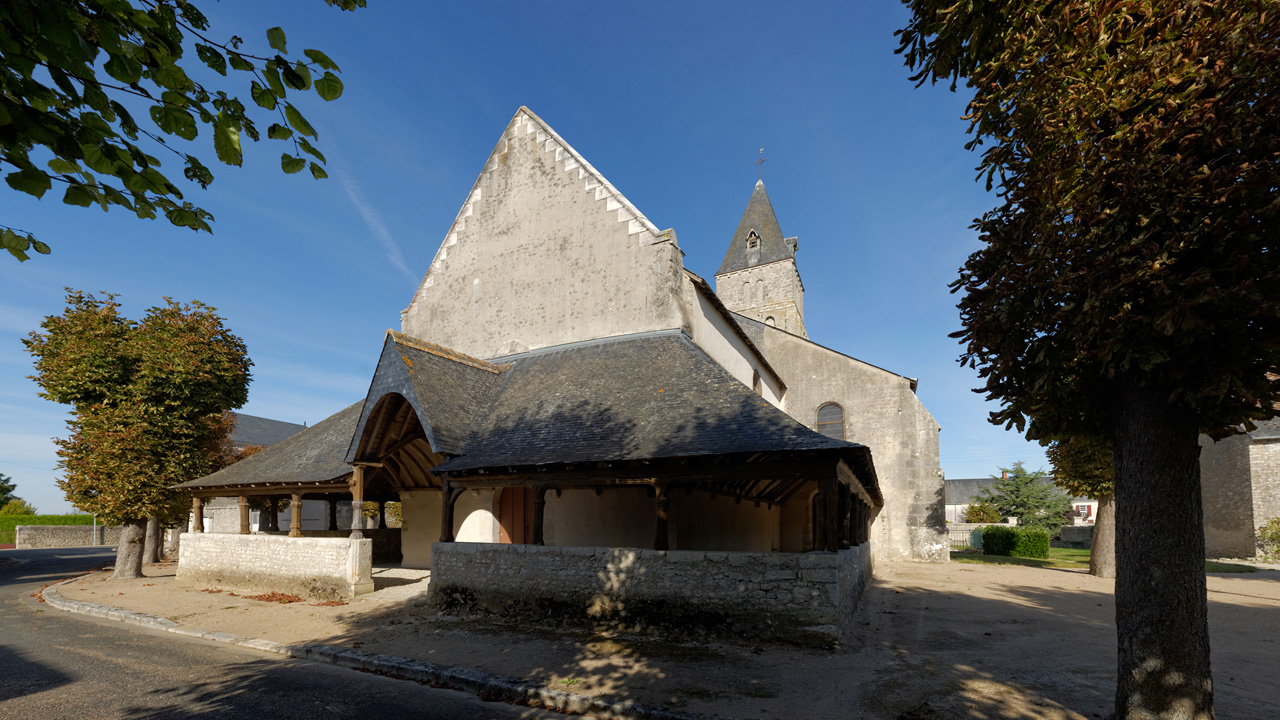
Kirche Notre-Dame